# Estreito Dolphin e Union

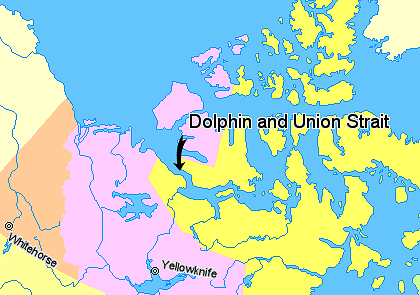
Estreito Dolphin e Union, no Canadá.
Nunavut
Territórios do Noroeste
Yukon
Regiões fora do Canadá (Alasca, Gronelândia)

O estreito Dolphin e Union fica nos Territórios do Noroeste e em Nunavut, Canadá, entre o continente e a Ilha Victoria. Liga o Golfo de Amundsen, a noroeste, ao Golfo Coronation, a sudeste.